# Попытка военного переворота в Сомали (1978)
Попытка военного переворота в Сомалийской Демократической Республике в 1978 году — попытка насильственного военного переворота в сомалийском государстве 9 апреля 1978 года против режима президента Сомали Мохамеда Сиада Барре. По оценкам Центрального разведывательного управления, в перевороте, возглавляемом полковником Мохамедом Османом Ирро, участвовали около 24 офицеров, 2000 солдат и 65 танков. После провала путча, 17 предполагаемых зачинщиков, в том числе Осман, были расстреляны.

## Предыстория
Попытка переворота была сделана группой недовольных армейских офицеров во главе с полковником Мохамедом Османом Ирро, в период после катастрофической войны за Огаден против Эфиопии, которой тогда руководил Менгисту Хайле Мариам. Война была инициирована Сиадом Барре, который сам пришёл к власти десятью годами ранее в ходе военного переворота в Сомали в 1969 году. 
В меморандуме Центрального разведывательного управления, написанном в следующем месяце, предполагалось, что переворот произошёл в ответ на приказ Барре арестовать и казнить офицеров, участвовавших в войне за Огаден. Офицеры считали, что Барре намеренно использовал войска из других кланов в качестве «пушечного мяса», в то время как офицеры из его собственного клана марехан получали более безопасные приказы. В отчёте был сделан вывод, что офицеры, участвовавшие в перевороте, «были мотивированы, по крайней мере, в такой же степени давней этнической неприязнью к Барре, как и разочарованием в его режиме после разгрома Огадена».

## Переворот

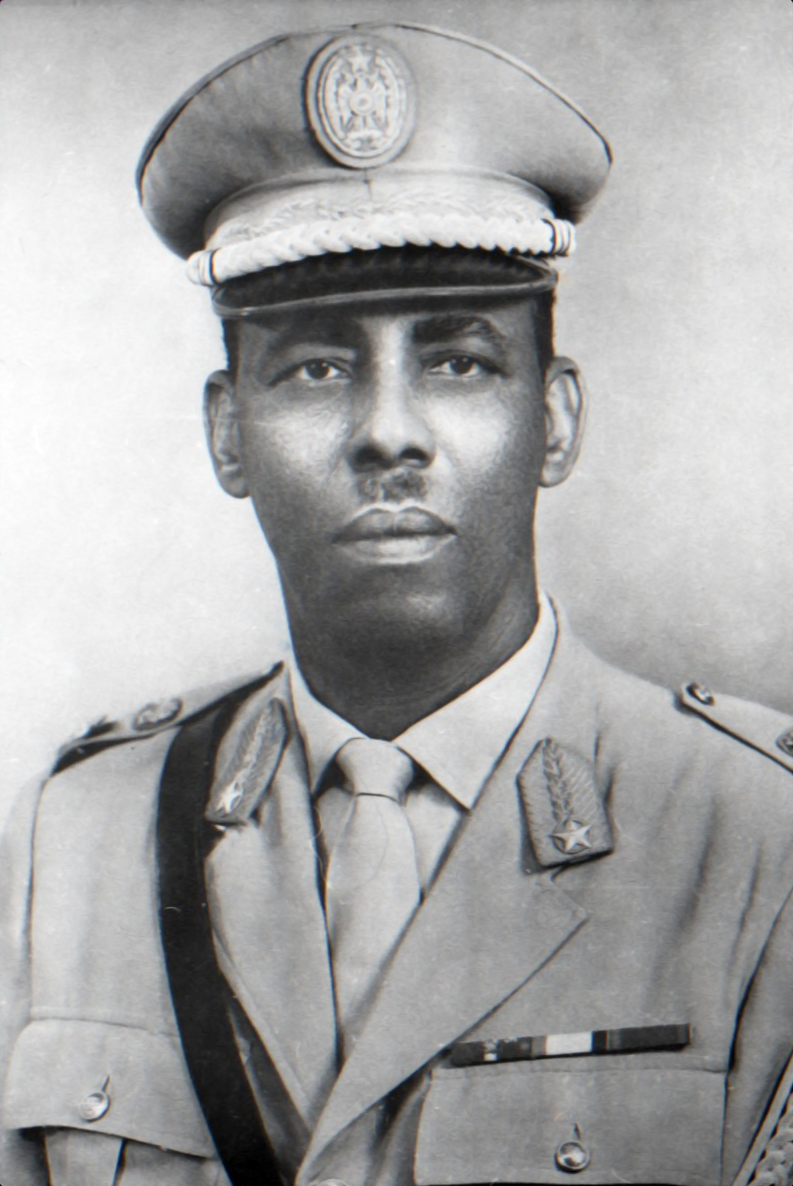
Портрет Мохамеда Сиада Барре около 1970 года

Переворот был начат 9 апреля 1978 года. Основная часть боёв завершилась в течение дня. 
В деревне Афгой, к югу от столицы Могадишо, произошла стрельба, а на окраинах столицы были слышны выстрелы из стрелкового оружия и взрывы. Первоначально планировалось начать переворот в Харгейсе, но Барре, вероятно, знал о попытке переворота заранее и смог сорвать переворот до его начала, а также расположил лояльные ему силы в столице.
По оценкам ЦРУ, в перевороте было задействовано около 24 офицеров, 2000 солдат и 65 танков.

## Последствия
После провала путча, 17 предполагаемых зачинщиков, в том числе Осман, были расстреляны. Все, кроме одного, были членами клана маджиртин, который проживает в основном на северо-востоке Сомали. Барре использовал переворот как оправдание, чтобы освободить членов кланов, участвовавших в перевороте, с правительственных и военных постов. 
Один из заговорщиков, подполковник Абдуллахи Юсуф Ахмед, бежал в Эфиопию и основал там антисиадскую организацию, первоначально называвшуюся Фронтом спасения Сомали (позже Демократический фронт сомалийского спасения),  инициировав сомалийское восстание и, наконец, гражданскую войну.

## Утверждение о причастности к Восточному блоку
Барре обвинил в попытке переворота страны Восточного блока, а именно Советский Союз и Кубу (они  поддержали Эфиопию в войне за Огаден), назвав их «новыми империалистами». ЦРУ определило, что СССР не стоял за попыткой переворота, хотя и искал способы устранить Барре. Сразу после попытки переворота Сомали начало получать иностранную помощь от Китайской Народной Республики.